# Ioan Baba
Ioan Baba (n. 25 noiembrie 1951, Seleuș, Banatul de Sud) este un poet, jurnalist, publicist, traducător și editor, vicepreședinte (din 2003) al Societății Române de Etnografie și Folclor din Voivodina. A scris în limba română la săptămânalul Libertatea, Tribuna Tineretului, Lumina, iar în limba sârbă la Glas omladine și Savremenost. În 1980 a fost redactor la Postul de radio din Novi Sad, ulterior devenind redactor-șef adjunct al redacției programului în limba română al Postului de Radio Novi Sad. Este redactor șef al revistei de literatură, artă și cultură Lumina și membru al Uniunii Scriitorilor din România și al Societății Scriitorilor din Voivodina.

## Volume
- Popas în timp (1984)
- Preludiu imaginar (1988)
- În cuibul ochiului, micoropoeme haiku, ediție bilingvă româno-sârbă (1989)
- Oglinda triunghiulară, micropoeme haiku (1990)
- Poeme incisive (1991)
- Năzbâtii candide (1994)
- Inscripții pe aer (1997)
- Cămașa de rigoare (1998)
- ReversAvers (1999)
- Cele mai frumoase poezii (2002)
- Poemele D (2002)
- În urechea timpului (2003)
- Icoană din Balcania (2004)
- Aproapele dilematic (2005)
- Stare de țăndări (2008)
- Senzații cu amprentă (2011)
- Muzeul Dioram (2011)
- Adevăruri bandajate / Obložene istine, volum bilingv româno-sârb (2013)
- În urechea timpului / Eavesdropping Time, distihuri paradoxiste în limba română și engleză (2014)

## Alte scrieri în volum
- Pe șevaletul orizontului, panoramă de versuri dedicate picturii naive din Uzdin (1986)
- Putokaz jedinstva (Indiciul unității) (1988)
- Compendiu biobliografic, Scriitori (1997)
- Mărturisiri, confluențe, interviuri cu distinse personalități europene (1997)
- Antologia literaturii și artei din comunitățile românești, vol I, Banatul sârbesc (în colaborare cu prof.univ.dr. Cătălin Bordeianu),  (1998)
- Lexiconul Artiștilor Plastici Români Contemporani din Iugoslavia (1999)
- Vasile / Vasko Popa, Cerul din pahar, poezii inedite scrise în limba română și limba sârbă (2002)
- Florilegiu basarabean (2002)
- Florilegiu bănățean (2002)
- Vremea creativității lui Slobodan Crnogorac (Vremea creativițății lui Slobodan Crnogorac) (2003)
- ARS LONGA... Atelier deschis de Ioan Baba (filadă cu CD-ROM), (2004)
- Lumina brend (2007)

## Traduceri în volume
- Cătălin Bordeianu, Rumunsko pismo (Cătălin Bordeianu, Scrioare Română) în Kletva-Srbija, proleće (1999)
- Mića M. Tumarić, Păzitor de adevăr, volum de aforisme  (2000)
- Florentin Smarandake, Paradoksistički dvostihovi (Distihuri paradoxiste) (2000)
- Vasile / Vasko Popa, Cerul din pahar (2002)
- Miloš Nikolić, Postfață baladescă în Coaforul cântăreței chele, din limba sârbă în limba română (2002)
- Vasko Popa, Constelație pământească în Florilegiu Bănățean (2002)
- Florica Ștefan, Cântec despre moarte în Florilegiu Bănățean (2002)
- Pero Zubac, Ploile din Mostar, în colaborare cu A.Dumbrăveanu și S. Almăjan (2004)
- Iulian Filip în Linii și cuvinte comunicante, declarații de dragoste, în limba sârbă (2007)
- Iulian Filip în Noroc Poliglot, în limba sârbă (2008)
- Spasenija Sladojev în Šta sam mislila, în limba română (2012)
- Nedeljko Terzić, Vestigii prin piețe, în limba română (2013)
- Nedeljko Terzić, Prozor sa ogledalom / Fereastra cu oglindă, ediție bilingvă sârbo-română în colaborare cu Virginia Popović (2014)